# Haasův obchodní dům
Haasův obchodní dům v Praze, Na příkopě, čp. 847/4, byl vystavěn v letech 1869–1871 jako první moderní obchodní dům v Praze.

## Historie budovy a vlastníci

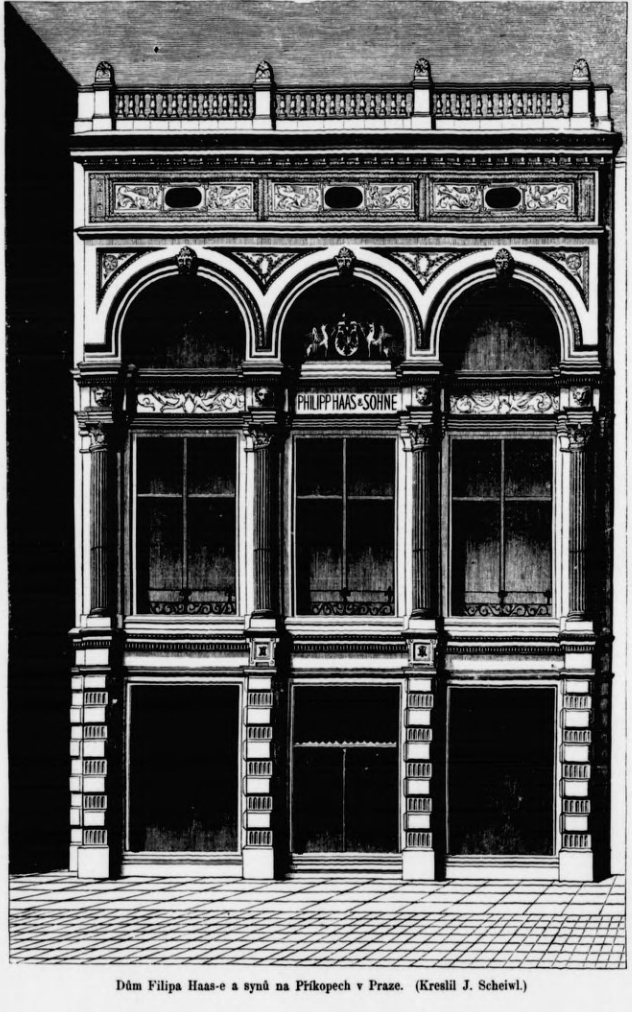
Obchodní dům Haas a synové, dobové vyobrazení (1870)

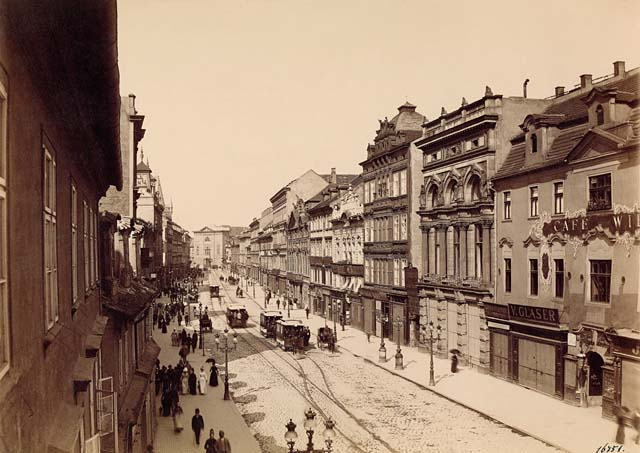
Pohled na Příkopy, dobová pohlednice, asi 1890.

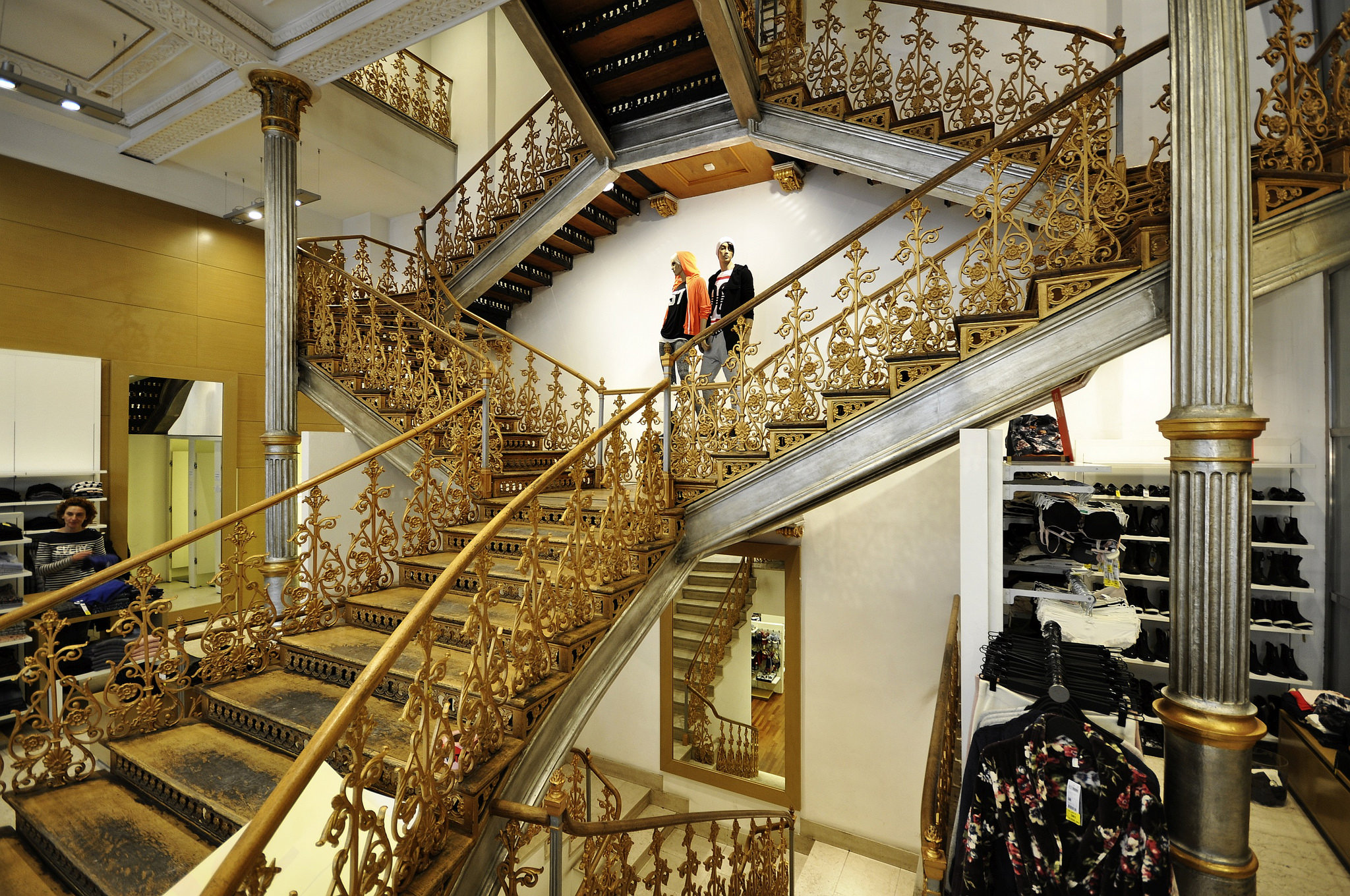
Schodiště z přízemí do patra

Původně středověký dům (U Hartlů, U Palmů) odkoupila v roce 1869 vídeňská firma Haas a synové (prodej koberců a potahových látek) a zřídila honosnou novostavbu, jež se zachovala bez větších změn až dodnes.

### Dobový popis
Podle dobové zprávy z r. 1870 byl dům na svou dobu velmi moderně vybaven, např. "strojem pumpovacím", kterým "vytáhne se dobrá voda k pití až nahoru do zvláštní nádržky a odtud rozvádí se po celém domě". Po domě byl rozveden telegraf, budova byla osvětlována zhruba 200 plynovými lampami. Jako naprostá zvláštnost se uvádělo, že: "...Komu by stoupání po schodech bylo obtížné nebo nemilé, může sednouti na pohodlnou pohovku, na které se pomocí stroje mohou spouštěti i vytahovati i tři osoby z podzemí až pod střechu". Náklady na stavbu byly 130'000 zl. Časopis Světozor oceňoval, že tato stavba byla zadána domácím dodavatelům.

### Další osud domu
Dům na nevelké čtvercové parcele byl posléze obklopen novostavbou Paláce Koruna (1912–1914).
V roce 1929 byl vestavěn výtah. Sídlil zde Dům koberců a Dům elegance.
V roce 2016 se uskutečnila rekonstrukce. V květnu 2016 dům vlastní Edizione Realty Czech s.r.o., kterou vlastní italská společnost EDIZIONE S.r.l., ovládaná italskou rodinou Benetton.

## Popis
Dům byl postaven podle projektu dánsko-rakouského architekta Theofila Hansena.
 Staviteli byli Alfréd Kirpal a Aleš Linsbauer. Honosná historizující fasáda ve stylu pozdní severoitalské renesance skrývá technicky pokročilé konstrukce pater a schodišť s litinovými sloupy a ocelovými nosníky. Budova je chráněná jako kulturní památka České republiky.
Na zalomeních římsy nad kanelovanými sloupy průčelí vysokého patra mezi půlkruhovými okny jsou umístěny alegorické sochy Vědy, Obchodu, Průmyslu a Umění od Josefa Freunda. Ve střední arkádě se nachází erb s písmeny HAS, lemovaný dvěma gryfy. Nad hlavní konzolovou římsou ukončující fasádu je umístěna ještě balustrová atika.
Za obvodovými zdmi je ukryta vložená železná konstrukce, která umožnila maximální otevření vnitřních prostorů s přístupem denního světla velkými okny v průčelí.
Většinu budovy zaujímá prodejna Benetton.